# Nationaal park Millstream-Chichester
Nationaal park Millstream-Chichester is een nationaal park in de regio Pilbara in West-Australië. Het ligt 1.693 kilometer ten noordnoordoosten van Perth, 121 kilometer ten zuiden van Karratha en 361 kilometer ten westwestnoorden van Newman. Het park bestaat uit het voormalige Millstream Station en het Chichestergebergte.

## Geschiedenis
De Yinjibarndi Aborigines zijn de oorspronkelijke bewoners van de streek. De ontdekkingsreiziger Francis Thomas Gregory verkende de Pilbara in 1861 en gaf de Millstream haar naam. Hij noemde haar zo omdat ze "een goede zijrivier die hard genoeg stroomde om een grote watermolen te doen functioneren" was. Gregory maakte eveneens melding van geschikte weidegrond. In 1865 werd de eerste pastorale lease er opgenomen, Millstream Station, door Alexander McRae.
Tegen 1907 was het 2.590 km² grote Millstream Station in handen van Loton and Padbury. Er leefden 20.500 schapen, 1.900 runderen en 150 paarden toen het tijdens een veiling voor £26.000 werd aangeboden. In 1920 werd de Millstream-hofstede gebouwd. In 1967 werd het station een nationaal park om de Millstream-aquifer, die in het stroomgebied van de rivier Fortescue ligt, te beschermen. In 1970 werd het nationaal park Chichester Range opgericht en het nationaal park Millstream werd er later aan toegevoegd. De hofstede was een taverne toen er in 1986 parkwachters in werden gehuisvest.

## Beschrijving
De hofstede is het Homestead Visitor Centre (HVC) geworden vanwaaruit verschillende bewegwijzerde wandelingen vertrekken waarlangs borden over de geschiedenis van de Yinjibarndi en de eerste pastoralisten informeren. De Snappy Gum Drive is een 20 kilometer lange toeristische autoroute tussen het HVC en Pannawonica Road.
Er zijn twee kampeerplaatsen in het nationaal park: Miliyanha en Stargazers. Er staan gasbarbecues aan het HVC, Deep Reach en Python Pool.
Er lopen een tiental wandelpaden door het park:
- The Homestead Trail - 750 m heen en terug
- Murlamunyjunha Trail - 6 km heen en terug - van het HVC naar Crossing Pool en de rivier Fortescue
- Cliff Lookout Link Trail - 8 km heen en terug - begint aan het HVC en slingert door de Millstream Delta Wetlands tot aan een klif vanwaar me de Fortescue overziet
- Miliyanha – Deep Reach wandel- en fietspad - 18km heen en terug - van Cliff Lookout door eucalyptus woodland tot aan Deep Reach (voor fietsers vanaf Miliyanha)
- Deep Reach Trail - 300 m heen en terug - naar het water
- McKenzie Spring Trail - 4,5 km heen en terug - van de autoparking aan Mount Herbert tot McKenzie Spring
- Mount Herbert Summit Trail - 600 m heen en terug - panoramische uitzichten over het Chichestergebergte en de rivier Fortescue
- Camel Trail - 8 km enkel - van Mount Herbert naar Python Pool
- Python Pool Trail - 200 m heen en terug - naar de waterpoel met een seizoensgebonden waterval
- Cameleers Trail - 4 km heen en terug - steil pad

In het park geldt het Leave-no-Trace-principe. Zwemmen is toegestaan in Deep Reach.

## Geologie
De ondergrond van het nationaal park bestaat uit het tot 3,36 miljard oude Pilbara-kraton met daarbovenop het Fortescue-bekken dat bestaat uit gesteente van vulkanische oorsprong dat zich 2,8 tot 2,6 miljard jaar geleden tijdens het Archeïcum gevormd heeft. In die periode maakte het Pilbara-kraton deel uit van een groter geheel waarvan het aan het afbreken was. Van 2,6 miljard tot 560 miljoen jaar geleden ondervond die bovenste laag erosie door ondiepe zeeën, rivieren en gletsjers. Jonger gesteente werd aangevoerd. De atmosfeer veranderde van stikstof naar zuurstof en complexer leven ontstond. Nabij Mount Herbert in het Chichestergebergte zijn fossielen te vinden van stromatolieten.

## Hydrografie
Tussen het ijzergesteente van het Hamersleygebergte en het vulkanisch gesteente van het Chichestergebergte heeft zich de Millstream-aquifer gevormd. De aquifer bestaat uit dolomiet en wordt gevuld door overstromingswater van de Fortescue. De hoogvlaktes en de vallei van de Fortescue bestaan grotendeels uit ondiepe klei. In het park voedt de Millstream een en de Fortescue vier vrij grote permanente waterpoelen die belangrijk zijn voor de fauna en flora: Deep Reach Pool (Nhangghangunha), Crossing Pool (Murlunmunjurna), Palm Pool (Thaawuthungganha), Livistona Pool en de kleinere Chinderwarriner Pool (Jirndawurrunha).

## Fauna en Flora

### Fauna
Tweeëntwintig soorten echte libellen en waterjuffers werden in de Millstream Wetlands waargenomen. Meer dan 500 soorten nachtvlinders, bijna 100 reptielensoorten, waaronder de Liasis olivaceus barroni (en:Pilbara Olive Python) en Goulds varaan, en 150 vogelsoorten leven in het park. Onder de vogels vindt men ook watervogels waaronder de witwangreiger, Australische pelikaan, zwarte aalscholver, zwarte ibis en de heilige ijsvogel. De slechtvalk wordt beschermd en is een van de 25 in het park verblijvende vogelsoorten die deel uitmaken van de conventie van Bonn.
Er leven meer dan dertig zoogdiersoorten in het park waaronder de bedreigde dwergbuidelmarter, de kaluta, de wallaroe en verschillende soorten vleermuizen.

### Flora
Planten bloeien het hele jaar door na regenbuien. Vooral 's winters kleuren de Ptilotus (Mulla Mulla) en de Swainsona formosa de vlakten. De gele bloemen van de Senna en de Acacia (en:Wattle) contrasteren met de rode aarde en bruine rotsen.
Bij de waterpoelen staan bosjes Melaleuca argentea (en:Silver Cadjeput) en Livistona alfredii (en:Millstream Palm). De Millstreampalm is endemisch en een relict uit een andere klimatologische tijd. Andere relicten rond of in waterpoelen zijn de varen Caeratopteris thalictroides en de waterplant Potamogeton octandrus. De Lobelia quadrangularis en Peplidium maritimum groeien op vochtige modderige plaatsen.
Tijdens een studie in 2013 werden beschermde Trianthema sp. Python  Pool aangetroffen.
Op de vlaktes groeien Triodia wiseana (en:spinifex), Aristida latifolia (Bawuny), Aristidia contorta, Iseilema vaginiflorum, Ptilotus carinatus (Murlumurlu) en Crotalaria dissitiflora.

## Klimaat
Het park kent een warm steppeklimaat met een laag en variabel neerslagpatroon en hoge evaporatie. De gemiddelde neerslag ligt tussen 200 en 350 mm. In de zomermaanden doen zich donderstormen en tropische orkanen voor. De temperatuurverschillen zijn groter verder weg van de kust waar de bries van over de oceaan de temperatuur niet meer mildert.

## Galerij

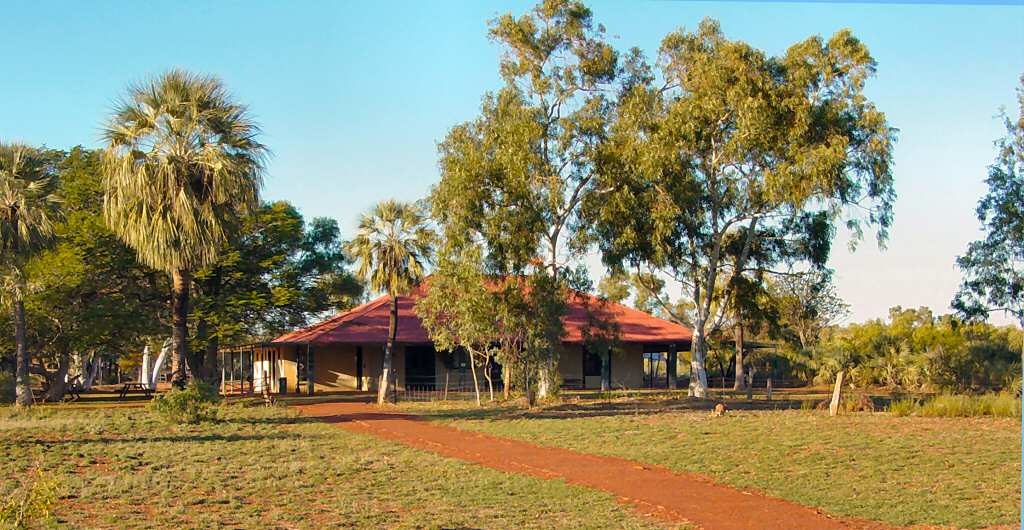
Homestead Visitor Centre
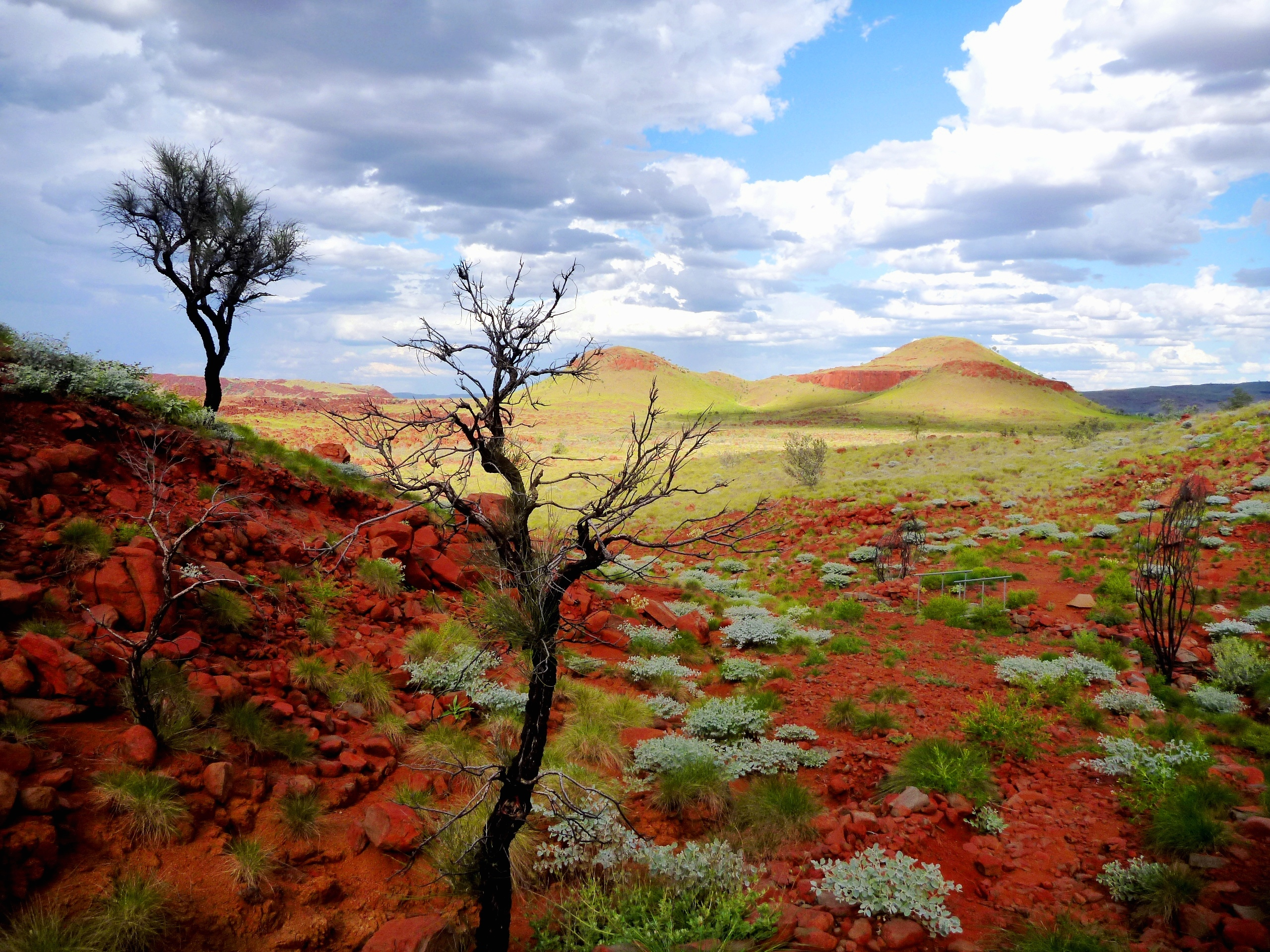
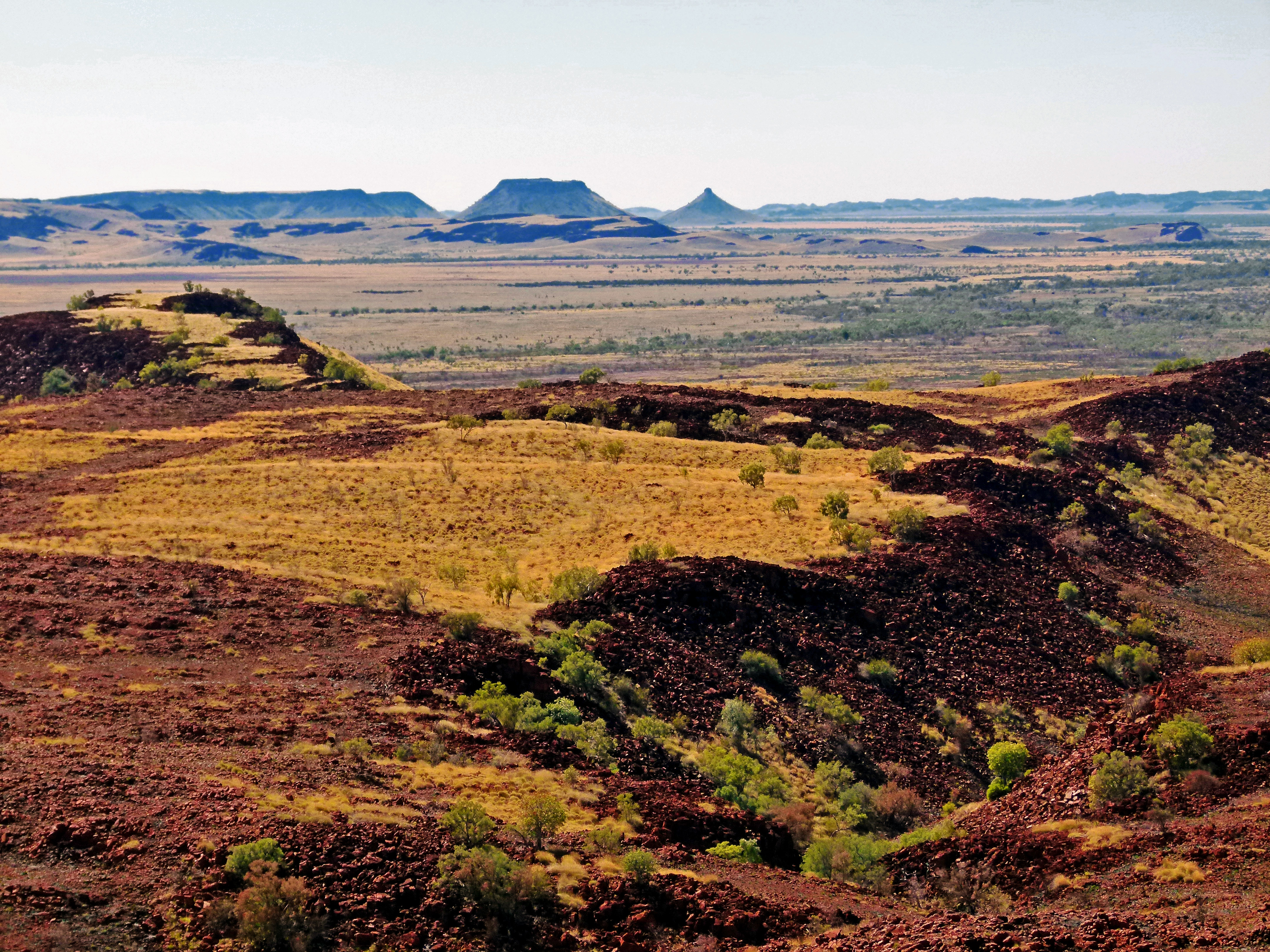
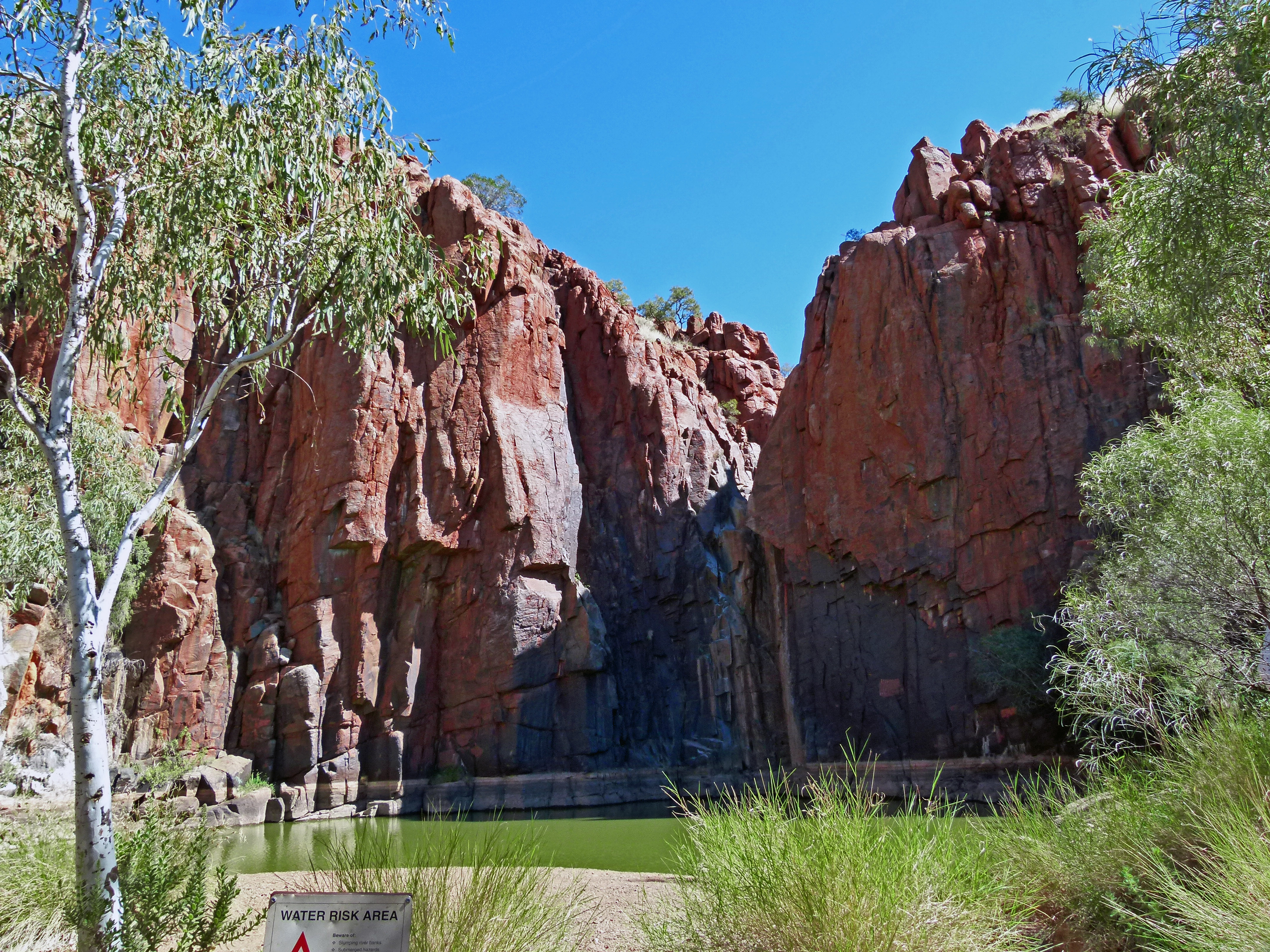
Python Pool
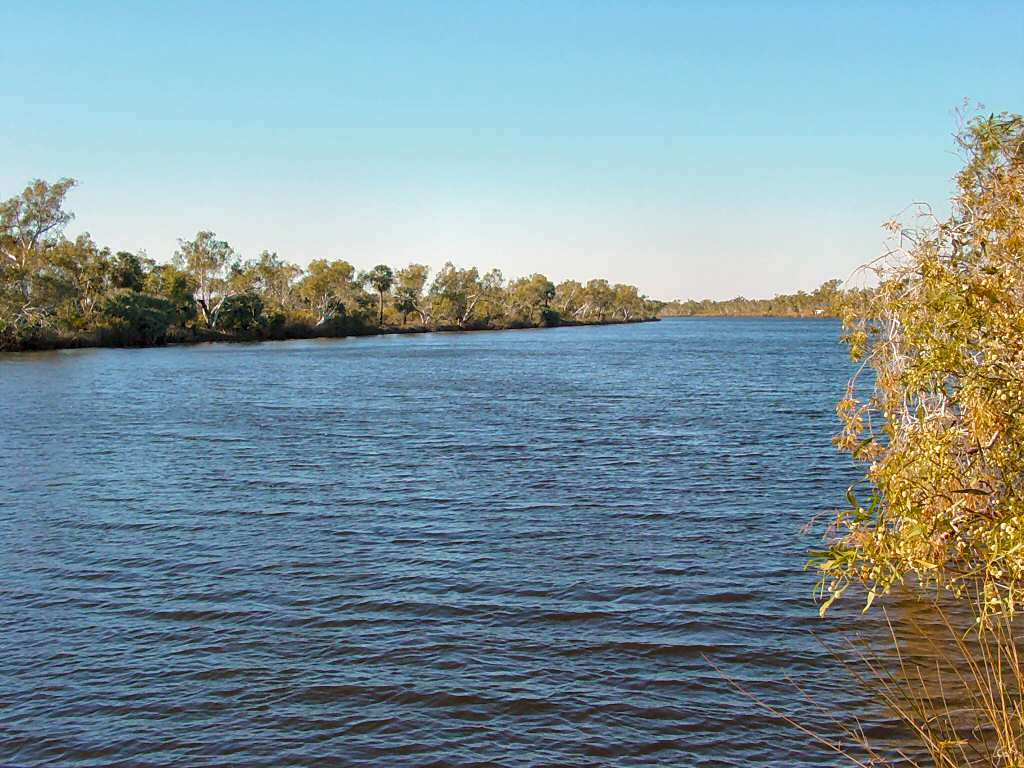
Deep Reach Pool

Alexander Morrison · 
Avon Valley · 
Badgingarra · 
Bandiln͟gan (Windjana Gorge) · 
Beelu · 
Boorabbin · 
Brockman · 
Cape Arid · 
Cape Le Grand · 
Cape Range · 
Cliff Spackman · 
Collier Range · 
Dan͟ggu · 
D'Entrecasteaux · 
Dimalurru (Tunnel Creek) · 
Drovers Cave · 
Drysdale River · 
Eucla · 
Fitzgerald River · 
Francois Peron · 
Frank Hann · 
Gloucester · 
Goldfields Woodlands · 
Goongarrie · 
Gooseberry Hill · 
Greater Beedelup · 
Greenmount · 
Hassell · 
Hidden Valley · 
John Forrest · 
Kalamunda · 
Kalbarri · 
Karijini · 
Karlamilyi · 
Kennedy Range · 
Lawley River · 
Leeuwin-Naturaliste · 
Lesmurdie Falls · 
Lesueur · 
Millstream-Chichester · 
Mitchell River · 
Moore River · 
Mount Augustus · 
Mount Frankland · 
Mount Roe-Mount Lindesay · 
Nambung · 
Neerabup · 
Peak Charles · 
Porongurup · 
Purnululu · 
Scott · 
Serpentine · 
Shannon · 
Sir James Mitchell · 
Stirling Range · 
Stokes · 
Tathra · 
Torndirrup · 
Tuart Forest · 
Unnamed (Nr. 17519) · 
Unnamed (Nr. 46400) · 
Walpole-Nornalup · 
Walyunga · 
Warren · 
Watheroo · 
Waychinicup · 
Wellington · 
West Cape Howe · 
William Bay · 
Wolfe Creek Meteorite Crater · 
Yalgorup · 
Yanchep
Overzicht Nationale parken in:
 Australië · New South Wales · Noordelijk Territorium · Queensland · Zuid-Australië · Tasmanië · Victoria · West-Australië